# Zemětřesení ve Francii 1909
Zemětřesení ve Francii v roce 1909, známé také jako zemětřesení v Lambescu, označuje velmi vzácné zemětřesení z 11. června 1909, ke kterému došlo v jihovýchodní Francii. Epicentrum otřesu se nacházelo v administrativním regionu Provence-Alpes-Côte d'Azur, v té době Provence. Síla zemětřesení (magnitudo) je odhadována na 6,2 stupně Richterovy stupnice (škály).
Otřesy byly cítit od města Montpellier – francouzského regionu Hérault, přes města Marseille, Toulon a Aix-en-Provence, které utrpěly jen velmi malé škody, až po město Nice v regionu Provence-Alpes-Côte d'Azur. Zničena byla malá města ležící severozápadně od Aix-en-Provence. Zemětřesení způsobilo rozsáhlé škody ve městech ležících v příkopu (depresi, prohlubni) podél zlomu mezi masivem pohoří Chaîne des Côtes a pahorkatinou Fare – v pohoří Trévaresse v Provence (francouzský departement Bouches-du-Rhône), které přehradilo východní část této deprese po období miocénu. Šlo o města Vernègues, Lambesc, Saint-Cannat, Rognes, Puy-Sainte-Réparade, Venelles, serverní část Aix, La Barben-Pélissanne a město Salon-de-Provence, které leží na západním konci této oblasti a kde škody byly také značné. Otřes si vyžádal 46 obětí na životech a přes 250 osob utrpělo zranění. Materiální škody byly značné, bylo poškozeno 3 000 budov v celkové hodnotě 2,2 miliardy francouzských franků. Jednalo se o nejsilnější zemětřesení zaznamenané v kontinentální Francii od zemětřesení v Roquebillière 20. července 1564.

## Zvyšování povědomí v komunitě
Francouzský geolog Paul Lemoine (1878–1940) – manžel francouzské fyzioložky Marie Lemoinové (1887–1984) a syn francouzského chemika a hydrologa Georgese Lemoina (1841–1922), na základě poznatků, že v uhelných dolech Gardanne bylo zemětřesení cítit méně: „dělníci na dně dolu prohlásili, že nic necítili“, uvedl, že je třeba hlubokých stavebních základů a vyslovil se také proti výstavbě ve zlomech. S názorem se ztotožnil i francouzský geolog, profesor geologie na Univerzitě Aix-Marseille a paleoseismologický výzkumník Olivier Bellier (* 1961), když uvedl, že „Zemětřesení v roce 1909 zvýšilo povědomí komunity. Od té doby byly zavedeny omezující předpisy, například povinnost budovat hlubší základy ukotvené do skály. Některé oblasti se také staly nezastavitelnými, například vrcholky některých vesnic. Kromě toho, že se nachází na zlomu, mohou hrát určitou roli v pociťované síle i určité podmínky v daném místě. Například skutečnost, že je vesnice postavena na skalním výchozu (skalnatém výběžku)“.